# Charifan (Zangilan)
Charifan est un village de la région de Zangilan en Azerbaïdjan.

## Histoire
En 1993-2020, Charifan était sous le contrôle des forces armées arméniennes. Le 20 octobre  2020, le village de Charifan a été restitué sous le contrôle de l'Azerbaïdjan.